# Lécithinase
Les lécithinases sont des hydrolases (EC 3) qui hydrolysent la lécithine.
On regroupe dans le terme de lécithinase 4 enzymes différentes :
- La lécithinase A EC 3.1.1.4;
- La lécithinase B EC 3.1.1.5;
- La lécithinase C EC 3.1.4.3;
- La lécithinase D EC 3.1.4.4;

## Zoologie
Cette enzyme est présente dans le venin de certains animaux, tels que l'abeille ou la guêpe (voir ce lien externe).

## Application en bactériologie
La recherche de lécithinases en bactériologie consiste en l'ensemencement d'une gélose au jaune d'œuf. Cela se traduit par l'aspect suivant des colonies :
Zones opaques dans le halo transparent, la lécithine du jaune d'œuf a été dégradée, la bactérie possède une lécithinase. (ex: Clostridium perfringens)
Pas de zones opaques dans le halo transparent, la lécithine du jaune d'œuf n'a pas été dégradée, la bactérie ne possède pas de lécithinase.